# José Eduardo de Araújo
José Eduardo de Araújo, mais conhecido como Zé Eduardo (Uberaba, 16 de agosto de 1991), é um futebolista brasileiro que atua como volante. Atualmente, defende o FC Wil, da Suíça.

## Carreira
Zé Eduardo foi revelado pelo Cruzeiro Esporte Clube. Estreou na equipe principal aos 16 anos, passando então a alternar entre partidas com a equipe Junior e a equipe profissional. 
O volante frequentou as seleções brasileiras de base e foi campeão do Sul-Americano Sub-20 em fevereiro de 2009.
Aos 18 anos, após não ter muitas oportunidades, o volante foi vendido para um grupo de investidores, que pagou 500 mil euros pelos direitos econômicos do atleta. Os investidores repassarão o volante para o parma da Itália. Foi no Parma que o brasileiro conheceu o atacante argentino Hernan Crespo, que se tornou referência para o jovem menino. 
No decorrer dos anos seguintes o jogador foi emprestado a vários clubes sendo eles: Empoli, Padova, OFI Creta, Cesena. 
Na ultima temporada jogou pelo Virtus Lanciano fazendo parte do elenco que disputou a Série B do Campeonato Italiano. 
Para a disputa do Campeonato Brasileiro da serie B 2016 o volante foi anunciado pelo Bragantino. O contrato tem período de dois anos. 
A confiança do presidente do Bragantino Marcos Chedid é grande: 
"Decidimos trazer o Zé Eduardo. É um jogador talentoso, foi revelado por um grande time e vai dar certo. É uma joia das categorias de base do Cruzeiro e que estava na Europa. O Cruzeiro revela grandes jogadores e o Zé é mais um exemplo disso." 
Para a temporada 2017, Zé Eduardo foi anunciado pelo Boavista.

## Títulos
Cruzeiro
- Campeonato Mineiro: 2008

Seleção Brasileira
- Copa Sendai: 2008
- Campeonato Sul-Americano de Futebol Sub-20: 2009, 2011

Boa Vista
- Copa Rio: 2017

### Campanhas de destaque
Seleção Brasileira
- Copa do Atlântico Sub-19: 2010 (Vice-Campeão)